# Stanisław Potrzebowski

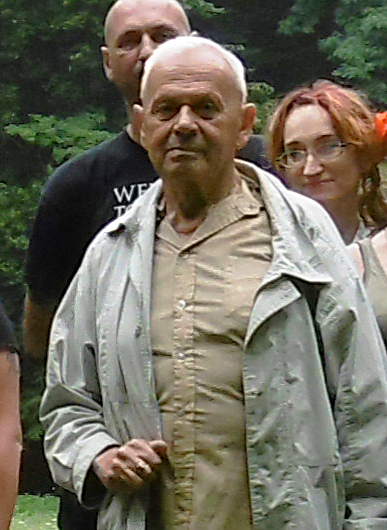
Stanisław Potrzebowski (2017)

Stanisław Potrzebowski (* 9. Februar 1937 in Brest am Bug) ist ein polnischer Nationalist und Historiker. Er ist Gründer von Rodzima Wiara, einer polnischen rodistischen Glaubensgemeinschaft sowie Mitbegründer des Europäischen Kongresses der Ethnischen Religionen.

## Leben
Nach seiner Schulzeit studierte Potrzebowski ab 1954 Geologie an der AGH Wissenschaftlich-Technischen Universität in Krakau. 1957 wurde er vor Beendigung seines Studiums vom polnischen Geheimdienst (Służba Bezpieczeństwa) verhaftet. Er hatte Flugblätter verteilt und damit gegen die Schließung der Zeitschrift Po prostu protestiert. Ab 1958 diente er in den Luftstreitkräften der Republik Polen. Diese verließ er 1966 freiwillig im Rang eines Porucznik. Bis 1972 beendete er mit Auszeichnung ein Geschichtsstudium an der Universität Breslau. Dann wurde er vom   polnischen Auslandsgeheimdienst angeworben, der in seinem Wunsch, im Westen zu promovieren, einen brauchbaren Vorwand für eine Tätigkeit als Auslandsagent sah.
1973 emigrierte Potrzebowski in die Bundesrepublik Deutschland und begann eine Promotion an der Johannes Gutenberg-Universität Mainz. 1980 wurde er bei Gotthold Rohde promoviert, ohne nachrichtendienstliche Erkenntnisse weitergegeben zu haben. Einer Rückkehrorder folgte er 1981 nicht. 1985 reiste er nach Südafrika und arbeitete dort für die Deutsche Schule Pretoria.
1991 kehrte er nach Polen zurück und lebt seither in Breslau. Er schloss sich dem nationalistischen Milieu an. Ihm wurde damals nachgesagt, mit dem Apartheidsregime sympathisiert und Kontakt mit Janusz Waluś gepflegt zu haben.